# سیمان رنگی
سیمان رنگی (به انگلیسی: Colored Cement)  نوعی سیمان سفید است که با استفاده از رنگدانه‌ها به رنگ‌های مختلف در می‌آید. سیمان رنگی بیشتر در طرح‌های تزئینی و نمای ساختمان‌ها کاربر دارد. یکی دیگر از کاربرهای این نوع سیمان برای ایجاد سطوح رنگی در خیابان‌ها است. این نوع سطوح با توجه به رنگی که دارند، جذب نور خورشید را تشدید یا تضعیف می‌کنند. از آنجا که بعضی از این رنگدانه‌ها خاصیت‌های سیمان سفید را تغییر می‌دهند، استفاده از این نوع سیمان برای ایجاد سازه‌های سنگین مذموم است. 

## ترکیبات رنگ دهنده
رنگ‌دانه‌های استفاده شده در سیمان رنگی، فلزات رنگی هستند که باید از استاندارد ASTM C 979 پیروی کنند. این استاندارد خصوصیت‌های سیمان‌های رنگی را مشخص می‌کند. در بیشتر مواقع برای ایجاد رنگ دلخواه چندین رنگدانه را با یکدیگر ترکیب می‌کنند. میزان رنگدانه‌های اضافه شده به سیمان سفید میزانی بین ۰.۵ تا ۲ درصد وزن سیمان است. در عین حال استفاده از رنگ‌دانه‌های کربنی برای به دست آوردن رنگ‌های تیره دیگر مورد قبول نیست. برای رنگ‌های قرمز ، زرد ، قهوه ای ، سیاه از اکسید اهن، برای رنگ‌های سیاه و قهوه ای از اکسید منگنز ، برای رنگ سبز از اکسید کروم، برای رنگ ابی از اکسید کبالت، برای رنگ زرد از گل اخرا استفاده می‌‌شود.